# دوري جرينلاند لكرة القدم 1987
دوري جرينلاند لكرة القدم 1987 هو موسم من دوري جرينلاند لكرة القدم. فاز فيه Kissaviarsuk-33 ‏.